# Johann Friedrich Rochlitz
Johann Friedrich Rochlitz (12 février 1769 à Leipzig - 16 décembre 1842 à Leipzig) est un écrivain, librettiste, biographe et critique musical saxon.

## Biographie
Friedrich Rochlitz étudie la théologie à Leipzig de 1789 à 1791, puis travaille comme répétiteur.
À partir de 1799, il est un des rédacteurs de Allgemeine musikalische Zeitung, journal très influent de Leipzig au début du XIXe siècle. Il y collabore jusqu'en 1818.
Il a des échanges épistolaires avec Goethe et il nous reste une correspondance. Il est aussi l'ami de Weber et Schiller et E.T.A. Hoffmann, et le librettiste de Louis Spohr. Schubert utilise trois poèmes pour ses lieder en 1827.
Il meurt en 1842, avec titre de Haut Conseiller de Weimar. Il est enterré à l'ancien cimetière Saint-Jean de Leipzig.

## Œuvres
- Charaktere interessanter Menschen [Personnalités intéressantes], 4 volumes, Züllichau 1799-1803
- Kleine Romane und Erzählungen [Petits romans et récits], 3 volumes, Frankfort 1807
- Neue Erzählungen [Nouveaux récits], 2 volumes, Leipzig 1816
- Für ruhige Stunden [Pour passer des heures tranquilles], 2 volumes, Leipzig 1828

Collection de ses écrits musicaux parus sous le titre de : 
- Für Freunde der Tonkunst [Pour les amis de la musiques], 4 volumes, Leipzig 1824-1832; 3e édition 1868
- Auswahl des Besten aus Rochlitz' sämtlichen Werken [Œuvres choisies], 6 volumes, Züllichau 1821-1822

Le travail le plus important de Rochlitz est son autobiographie sur les événements de 1813 à Leipzig. Dans un article, Goethe la considère comme « une des productions les plus merveilleuses qui soit ».
- Goethes Briefwechsel mit Friedrich Rochlitz [Correspondance Goethe avec Rochlitz], publié par von W. v. Biedermann, Leipzig 1887.